# 新生水库
新生水库是中国四川省遂宁市境内的一座水库，位于安居河支流白马河上，建于1971年。水库正常库容为954万立方米，集雨面积为32平方千米，海拔为388.68米。